# Pete Repete
Pete Repete (født Peter Sørensen, 15. juni 1955 i København) er en dansk musiker og komponist.
Han har spillet i Big Fat Snake siden 1991.
Pete Repete har medvirket på et stort antal musikudgivelser, deriblandt som studiemusiker.
- Instrumenter: Keyboards, Hammond Orgel, Piano.
- Tidligere medlem eller indspillet med: Repeat Repeat (det er vistnok her han får tilnavnet Pete Repete), Malurt, Michael Falch, C.V. Jørgensen, Sanne Salomonsen, Lis Sørensen, Lars H.U.G , Erik Grip, Henrik Strube, Poul Krebs, TCB Band, Tamra Rosanes, Lars Muhl, Rattlers, Warm Guns, Trio Debil mm

Han har bl.a. været med til at lave musik til filmene: Mord i mørket 1987, Mord i Paradis 1989, Tekno Love 1990, After three days 1993, Farligt venskab 1995 med Big Fat Snake, Hemmeligheder 1997, diverse kortfilm og dias underlægning m.m.

## Teatermusik
- Botho Strauss "Parken" Avenue Teater, 1986
- "Båden" Søren Iversen, Bådteatret, 1989
- "En sjæl efter døden" Sct. Nicolai Kirke, 1988
- Shakesperes "Stormen" Aveny Teatret, 1991 (Søren Iversen)
- "Woyzeck" Bellevue Teatret, 1990
- Hans Rosenquist "Den første verden" Rialto Teatret
- Husets Teater, 1993
- "Odyssen" Århus Teater, 1994 (Hans Rosenquist ) m. Michael Falch
- "Et dukkebarn" Århus Teater, 1994
- "Loppen i øret" Århus Teater, 1996
- "Hellig 3 Kongers aften" Kongelige Teater, 1996 (Søren Iversen),
- "En sælgers død" Århus Teater, 1998 (Hans Rosenquist)
- " Bakkanterne" Århus Teater, 1998
- Nationalmuseet, 1999 (udstillingen "Guder og Helte" ) – musikken præmieret af Statens Kunstfond
- Shakespeares "Et Vintereventyr" Århus Teater 2001
- "Den forbudte by" Vassbinder, Odense Teater 2001 (Hans Rosenquist)
- Nationalmuseet "Sejrens Triumf" udstilling 2003-04. (udløste Statens Kunstfonds præmie)
- Det Lille Teater, 2005
- "Den rødhårede Starut", 2009 "Rejsekammeraten"
- Marionetteateret, 2010 "Det fortabte Får"

Marionetteatret 2011 Et Katteliv
Marionetteatret 2012 Drengen i Skabet
Marionetteatret 2013 En dag på Slottet
Marionetteatret 2014 En dag på Stranden
Marionettatret 2015 En Kringlet Historie